# Outeiro da Cortiçada e Arruda dos Pisões
Outeiro da Cortiçada e Arruda dos Pisões (llamada oficialmente União das Freguesias de Outeiro da Cortiçada e Arruda dos Pisões) es una freguesia portuguesa del municipio de Rio Maior, distrito de Santarén.

## Historia
Fue creada el 28 de enero de 2013 en aplicación de una resolución de la Asamblea de la República de Portugal promulgada el 16 de enero de 2013 con la unión de las freguesias de Arruda dos Pisões y Outeiro da Cortiçada, pasando su sede a estar situada en la antigua freguesia de Outeiro da Cortiçada.

## Demografía
| Gráfica de evolución demográfica de Outeiro da Cortiçada e Arruda dos Pisões entre 2011 y 2021 |
|                                                                                                |
| Datos según el nomenclátor publicado por el INE portugués.                                     |